# 오달제
오달제(吳達濟, 1609년 7월 8일~1637년 5월 13일)은 조선 인조 시대의 문신(文臣) 겸 관료 출신이며 시조 시인 겸 수묵 서화가 등으로도 활약했던 서예가 겸 정치인 출신으로 1636년 당시의 병자호란(丙子胡亂) 시절의 3대 항쟁 열사였던 삼학사(三學士)의 일원이었다. 본관(本貫)은 해주(海州), 자(字)는 계휘(季輝), 아호(雅號)는 추담(秋潭), 시호(諡號)는 충렬(忠烈)이다. 그의 친인척 가운데 남구만(南九萬)은 처질(처조카)이다.

## 이력
1627년(인조 5) 식년진사시에 2등 합격 이후 1634년(인조 12) 별시 문과에 장원으로 급제하여 전적(典籍), 병조좌랑, 시강원사서(侍講院司書), 정언(正言), 지평(持平), 수찬(修撰)을 거쳐, 1636년에 부교리(副校理)가 되었다.
청나라와의 화친을 위해 주화파 최명길(崔鳴吉) 등의 주장으로 사신을 교환하게 되자, 최명길을 탄핵하는 소를 올렸다.
병자호란이 일어나자 남한산성에 들어가 청나라와의 화의를 끝까지 반대하였다. 이듬해 인조가 청에 항복하자, 화의를 반대한 죄로 윤집(尹集)·홍익한과 함께 청에 잡혀가 청나라로 끌려갔다.
적장 용골대(龍骨大)는 그의 뜻을 꺾기 위해 처자를 거느리고 청나라에 와 살라고 회유하였으나, 오달제는 죽음보다 두려운 것은 불의(不義)라고 하고 저들의 말을 좇으면 오랑캐가 되는 것이라 하여 끝까지 항변하여 마침내 심양성(瀋陽城) 서문 밖에서 윤집·홍익한(洪翼漢)과 함께 사형 집행되었다. 이후 이들을 삼학사(三學士)라 하여 절개와 충성을 높이 기리게 되었다.
영의정에 추증하고 시호를 내려 경기도 광주(廣州)의 현절사(顯節祠), 평택의 포의사우(褒義祠宇), 충청도 홍산(鴻山)의 창렬서원(彰烈書院), 경상도 영주의 장암서원(壯巖書院), 고령의 운천서원(雲川書院)에 제향되었다.

## 가족 관계
해주 오씨 시조 오인유의 15세손이다.
- 양조부 : 오희인(吳希仁) - 아버지 오윤해의 양부
- 친조부 : 오희문(吳希文) - 아버지 오윤해의 친부
- 양조모 : 양사종(梁思終)의 딸
  - 아버지 : 오윤해(吳允諧)
  - 어머니 : 최형록(崔亨綠)의 딸
    - 상배 전처 : 남식(南烒)의 딸
      - 장녀 : 해주 오씨
      - 차녀 : 해주 오씨

    - 재혼 후처 : 신득연(申得淵)의 딸
      - 아들 : 오도현(吳道玄)

## 작품
묵매화(墨梅畫)에도 뛰어났는데, 어몽룡(魚夢龍)·조속(趙涑)·허목(許穆)의 화풍을 따르면서도 명나라의 묵매 화풍에 영향을 받았다. 그림은 《묵매도(墨梅圖)》 2점이 전하며, 이러한 구도의 묵매화는 뒤의 조지운(趙之耘)·홍수주(洪受疇)·박동진(朴東晉)·조희룡(趙熙龍)·이공우(李公愚) 등의 묵매화에 영향을 주었다.

## 등장 드라마
- 《대명》 (KBS, 1981년, 배우:남일우)